# Limbikani Mzava
Limbikani Mzava (12 novembre 1993) è un calciatore malawiano, difensore del Penang.

## Carriera

### Club
Ha giocato nella prima divisione malawiana ed in quella sudafricana.

### Nazionale
Debutta con la nazionale malawiana il 19 dicembre 2009 in occasione dell'amichevole vinta 1-0 contro il Mozambico.
Nel dicembre del 2021 viene incluso nella lista finale dei convocati della Coppa delle nazioni africane 2021.

## Statistiche
Statistiche aggiornate al 4 gennaio 2022.

### Cronologia presenze e reti in nazionale
| Cronologia completa delle presenze e delle reti in nazionale ― Malawi | Cronologia completa delle presenze e delle reti in nazionale ― Malawi | Cronologia completa delle presenze e delle reti in nazionale ― Malawi | Cronologia completa delle presenze e delle reti in nazionale ― Malawi | Cronologia completa delle presenze e delle reti in nazionale ― Malawi | Cronologia completa delle presenze e delle reti in nazionale ― Malawi | Cronologia completa delle presenze e delle reti in nazionale ― Malawi | Cronologia completa delle presenze e delle reti in nazionale ― Malawi |
| Data                                                                  | Città                                                                 | In casa                                                               | Risultato                                                             | Ospiti                                                                | Competizione                                                          | Reti                                                                  | Note                                                                  |
| --------------------------------------------------------------------- | --------------------------------------------------------------------- | --------------------------------------------------------------------- | --------------------------------------------------------------------- | --------------------------------------------------------------------- | --------------------------------------------------------------------- | --------------------------------------------------------------------- | --------------------------------------------------------------------- |
| 19-12-2009                                                            | Songo                                                                 | Mozambico                                                             | 0 – 1                                                                 | Malawi                                                                | Amichevole                                                            | -                                                                     | Uscita                                                                |
| 3-3-2010                                                              | Harare                                                                | Zimbabwe                                                              | 2 – 1                                                                 | Malawi                                                                | Amichevole                                                            | -                                                                     | 61’                                                                   |
| 4-9-2010                                                              | Radès                                                                 | Tunisia                                                               | 2 – 2                                                                 | Malawi                                                                | Qual. Coppa d'Africa 2012                                             | -                                                                     | 70’                                                                   |
| 9-10-2010                                                             | Blantyre                                                              | Malawi                                                                | 6 – 2                                                                 | Ciad                                                                  | Qual. Coppa d'Africa 2012                                             | -                                                                     | Uscita                                                                |
| 17-11-2010                                                            | Blantyre                                                              | Malawi                                                                | 2 – 1                                                                 | Ruanda                                                                | Amichevole                                                            | -                                                                     |                                                                       |
| 29-11-2010                                                            | Dar es Salaam                                                         | Malawi                                                                | 3 – 2                                                                 | Kenya                                                                 | Coppa CECAFA 2010 - 1º turno                                          | -                                                                     |                                                                       |
| 2-12-2010                                                             | Dar es Salaam                                                         | Malawi                                                                | 1 – 1                                                                 | Uganda                                                                | Coppa CECAFA 2010 - 1º turno                                          | -                                                                     |                                                                       |
| 4-12-2010                                                             | Dar es Salaam                                                         | Malawi                                                                | 1 – 1                                                                 | Etiopia                                                               | Coppa CECAFA 2010 - 1º turno                                          | -                                                                     |                                                                       |
| 7-12-2010                                                             | Dar es Salaam                                                         | Costa d'Avorio                                                        | 1 – 0                                                                 | Malawi                                                                | Coppa CECAFA 2010 - Quarti di finale                                  | -                                                                     |                                                                       |
| 9-2-2011                                                              | Windhoek                                                              | Namibia                                                               | 1 – 2                                                                 | Malawi                                                                | Amichevole                                                            | -                                                                     |                                                                       |
| 3-9-2011                                                              | Blantyre                                                              | Malawi                                                                | 0 – 0                                                                 | Tunisia                                                               | Qual. Coppa d'Africa 2012                                             | -                                                                     |                                                                       |
| 8-10-2011                                                             | N'Djamena                                                             | Ciad                                                                  | 2 – 2                                                                 | Malawi                                                                | Qual. Coppa d'Africa 2012                                             | -                                                                     | Ingresso                                                              |
| 29-2-2012                                                             | N'Djamena                                                             | Ciad                                                                  | 3 – 2                                                                 | Malawi                                                                | Qual. Coppa d'Africa 2013                                             | -                                                                     |                                                                       |
| 26-5-2012                                                             | Dar es Salaam                                                         | Tanzania                                                              | 0 – 0                                                                 | Malawi                                                                | Amichevole                                                            | -                                                                     |                                                                       |
| 28-5-2012                                                             | Zanzibar                                                              | Zanzibar                                                              | 1 – 1                                                                 | Malawi                                                                | Amichevole                                                            | -                                                                     |                                                                       |
| 2-6-2012                                                              | Kasarani                                                              | Kenya                                                                 | 0 – 0                                                                 | Malawi                                                                | Qual. Mondiali 2014                                                   | -                                                                     |                                                                       |
| 9-6-2012                                                              | Blantyre                                                              | Malawi                                                                | 1 – 1                                                                 | Nigeria                                                               | Qual. Mondiali 2014                                                   | -                                                                     |                                                                       |
| 16-6-2012                                                             | Blantyre                                                              | Malawi                                                                | 2 – 0                                                                 | Ciad                                                                  | Qual. Coppa d'Africa 2013                                             | -                                                                     |                                                                       |
| 4-9-2012                                                              | Monrovia                                                              | Liberia                                                               | 1 – 0                                                                 | Malawi                                                                | Amichevole                                                            | -                                                                     |                                                                       |
| 8-9-2012                                                              | Accra                                                                 | Ghana                                                                 | 2 – 0                                                                 | Malawi                                                                | Qual. Coppa d'Africa 2013                                             | -                                                                     | 88’                                                                   |
| 19-3-2013                                                             | Gaborone                                                              | Botswana                                                              | 1 – 0                                                                 | Malawi                                                                | Amichevole                                                            | -                                                                     |                                                                       |
| 23-3-2013                                                             | Windhoek                                                              | Namibia                                                               | 0 – 1                                                                 | Malawi                                                                | Qual. Mondiali 2014                                                   | -                                                                     |                                                                       |
| 5-6-2013                                                              | Blantyre                                                              | Malawi                                                                | 0 – 0                                                                 | Namibia                                                               | Qual. Mondiali 2014                                                   | -                                                                     |                                                                       |
| 12-6-2013                                                             | Blantyre                                                              | Malawi                                                                | 2 – 2                                                                 | Kenya                                                                 | Qual. Mondiali 2014                                                   | -                                                                     |                                                                       |
| 14-8-2013                                                             | Kigali                                                                | Ruanda                                                                | 0 – 1                                                                 | Malawi                                                                | Amichevole                                                            | -                                                                     |                                                                       |
| 7-9-2013                                                              | Calabar                                                               | Nigeria                                                               | 2 – 0                                                                 | Malawi                                                                | Qual. Mondiali 2014                                                   | -                                                                     | 3 ’, 53’                                                              |
| 27-5-2014                                                             | Dar es Salaam                                                         | Tanzania                                                              | 1 – 0                                                                 | Malawi                                                                | Amichevole                                                            | -                                                                     | 0’                                                                    |
| 31-5-2014                                                             | N'Djamena                                                             | Ciad                                                                  | 3 – 1                                                                 | Malawi                                                                | Qual. Coppa d'Africa 2015                                             | -                                                                     | 75’                                                                   |
| 2-8-2014                                                              | Blantyre                                                              | Malawi                                                                | 1 – 0 dts (4 - 3 dtr)                                                 | Benin                                                                 | Qual. Coppa d'Africa 2015                                             | -                                                                     | 79’                                                                   |
| 7-9-2014                                                              | Bamako                                                                | Mali                                                                  | 2 – 0                                                                 | Malawi                                                                | Qual. Coppa d'Africa 2015                                             | -                                                                     | 74’                                                                   |
| 10-9-2014                                                             | Blantyre                                                              | Malawi                                                                | 3 – 2                                                                 | Etiopia                                                               | Qual. Coppa d'Africa 2015                                             | -                                                                     | 68’                                                                   |
| 11-10-2014                                                            | Blantyre                                                              | Malawi                                                                | 0 – 2                                                                 | Algeria                                                               | Qual. Coppa d'Africa 2015                                             | -                                                                     |                                                                       |
| 15-10-2014                                                            | Blida                                                                 | Algeria                                                               | 3 – 0                                                                 | Malawi                                                                | Qual. Coppa d'Africa 2015                                             | -                                                                     |                                                                       |
| 15-11-2014                                                            | Blantyre                                                              | Malawi                                                                | 2 – 0                                                                 | Mali                                                                  | Qual. Coppa d'Africa 2015                                             | -                                                                     |                                                                       |
| 19-11-2014                                                            | Addis Abeba                                                           | Etiopia                                                               | 0 – 0                                                                 | Malawi                                                                | Qual. Coppa d'Africa 2015                                             | -                                                                     |                                                                       |
| 29-3-2015                                                             | Mwanza                                                                | Tanzania                                                              | 1 – 1                                                                 | Malawi                                                                | Amichevole                                                            | -                                                                     |                                                                       |
| 22-5-2015                                                             | Mogwase                                                               | Sudafrica                                                             | 2 – 1                                                                 | Malawi                                                                | Amichevole                                                            | -                                                                     |                                                                       |
| 25-5-2015                                                             | Phokeng                                                               | Mozambico                                                             | 2 – 2 dts (5 - 4 dtr)                                                 | Malawi                                                                | Coppa COSAFA 2015 - 1º turno                                          | 2                                                                     |                                                                       |
| 27-5-2015                                                             | Phokeng                                                               | Sudafrica                                                             | 0 – 0 dts (4 - 5 dtr)                                                 | Malawi                                                                | Coppa COSAFA 2015 - 1º turno                                          | -                                                                     |                                                                       |
| 29-5-2015                                                             | Phokeng                                                               | Zambia                                                                | 0 – 1                                                                 | Malawi                                                                | Coppa COSAFA 2015 - 1º turno                                          | -                                                                     |                                                                       |
| 8-6-2015                                                              | Alessandria d'Egitto                                                  | Egitto                                                                | 2 – 1                                                                 | Malawi                                                                | Amichevole                                                            | -                                                                     |                                                                       |
| 13-6-2015                                                             | Blantyre                                                              | Malawi                                                                | 1 – 2                                                                 | Zimbabwe                                                              | Qual. Coppa d'Africa 2017                                             | -                                                                     |                                                                       |
| 6-9-2015                                                              | Lobamba                                                               | eSwatini                                                              | 2 – 2                                                                 | Malawi                                                                | Qual. Coppa d'Africa 2017                                             | -                                                                     |                                                                       |
| 7-10-2015                                                             | Dar es Salaam                                                         | Tanzania                                                              | 2 – 0                                                                 | Malawi                                                                | Qual. Mondiali 2018                                                   | -                                                                     |                                                                       |
| 11-10-2015                                                            | Blantyre                                                              | Malawi                                                                | 1 – 0                                                                 | Tanzania                                                              | Qual. Mondiali 2018                                                   | -                                                                     | 73’                                                                   |
| 22-3-2016                                                             | Freetown                                                              | Sierra Leone                                                          | 1 – 1                                                                 | Malawi                                                                | Amichevole                                                            | -                                                                     |                                                                       |
| 25-3-2016                                                             | Conakry                                                               | Guinea                                                                | 0 – 0                                                                 | Malawi                                                                | Qual. Coppa d'Africa 2017                                             | -                                                                     |                                                                       |
| 29-3-2016                                                             | Blantyre                                                              | Malawi                                                                | 1 – 2                                                                 | Guinea                                                                | Qual. Coppa d'Africa 2017                                             | -                                                                     |                                                                       |
| 4-9-2016                                                              | Blantyre                                                              | Malawi                                                                | 1 – 0                                                                 | eSwatini                                                              | Qual. Coppa d'Africa 2017                                             | -                                                                     |                                                                       |
| 10-6-2017                                                             | Lilongwe                                                              | Malawi                                                                | 1 – 0                                                                 | Comore                                                                | Qual. Coppa d'Africa 2019                                             | -                                                                     |                                                                       |
| 4-9-2017                                                              | Agadir                                                                | Togo                                                                  | 0 – 1                                                                 | Malawi                                                                | Amichevole                                                            | -                                                                     |                                                                       |
| 11-11-2017                                                            | Lilongwe                                                              | Malawi                                                                | 1 – 1                                                                 | Lesotho                                                               | Amichevole                                                            | -                                                                     |                                                                       |
| 27-3-2018                                                             | Kampala                                                               | Uganda                                                                | 0 – 0                                                                 | Malawi                                                                | Amichevole                                                            | -                                                                     |                                                                       |
| 8-9-2018                                                              | Casablanca                                                            | Marocco                                                               | 3 – 0                                                                 | Malawi                                                                | Qual. Coppa d'Africa 2019                                             | -                                                                     |                                                                       |
| 11-9-2018                                                             | Kasarani                                                              | Kenya                                                                 | 1 – 0                                                                 | Malawi                                                                | Amichevole                                                            | -                                                                     |                                                                       |
| 24-3-2021                                                             | Omdurman                                                              | Sudan del Sud                                                         | 0 – 1                                                                 | Malawi                                                                | Qual. Coppa d'Africa 2021                                             | -                                                                     |                                                                       |
| 29-3-2021                                                             | Blantyre                                                              | Malawi                                                                | 1 – 0                                                                 | Uganda                                                                | Qual. Coppa d'Africa 2021                                             | -                                                                     |                                                                       |
| 3-9-2021                                                              | Yaoundé                                                               | Camerun                                                               | 2 – 0                                                                 | Malawi                                                                | Qual. Mondiali 2022                                                   | -                                                                     | 34’                                                                   |
| 7-9-2021                                                              | Soweto                                                                | Malawi                                                                | 1 – 0                                                                 | Mozambico                                                             | Qual. Mondiali 2022                                                   | -                                                                     |                                                                       |
| 8-10-2021                                                             | Soweto                                                                | Malawi                                                                | 0 – 3                                                                 | Costa d'Avorio                                                        | Qual. Mondiali 2022                                                   | -                                                                     | 62’                                                                   |
| 13-11-2021                                                            | Soweto                                                                | Malawi                                                                | 0 – 4                                                                 | Camerun                                                               | Qual. Mondiali 2022                                                   | -                                                                     |                                                                       |
| 16-11-2021                                                            | Cotonou                                                               | Mozambico                                                             | 1 – 0                                                                 | Malawi                                                                | Qual. Mondiali 2022                                                   | -                                                                     |                                                                       |
| 10-1-2022                                                             | Bafoussam                                                             | Guinea                                                                | 1 – 0                                                                 | Malawi                                                                | Coppa d'Africa 2021                                                   | -                                                                     | cap.                                                                  |
| Totale                                                                |                                                                       | Presenze                                                              | 63                                                                    |                                                                       | Reti                                                                  | 2                                                                     |                                                                       |

## Palmarès

### Club

#### Competizioni nazionali
- Campionato malawiano: 1

Escom Utd: 2010-2011